# Skálavíkar kirkja
Skálavíkar kirkja er en kirke på Færøerne i bygden Skálavík på Sandoy. Den hører til Færøernes folkekirke. Kirken blev indviet 17. oktober 1897, udvidet i 1960 og genindviet den 25. juni 1961. 
Kirken har 200 siddepladser.1979 blev kirken renoveret og klædt på indvendigt.
Kirken står på Lógvheyggi. Den blev indviet den 6. september 1891. Den er bygget af sten, pudset udvendig og har græstag. Den minder om de andre kirker fra denne periode. Den måler ca. 15 X 7,50 meter. Over vestenden er opført en tagrytter med hvidt (tidligere grønt) pyramide tag. Dørlåsen er håndlavet, senere blev der på den udvendige side lavet et krucifiks, hvor den korsfæstede gemmer nøglehullet, når nøglen ikke er i det.
Altertavlen er et maleri "Nadveren". Det menes at være det ældste altermaleri, der stadig er i brug. Døbefonten står på en sølje med tre ben og har et messingfad. I kirken hænger en række runde trærelieffer udskåret af Bonden Tróndur á Trøð (f. 1846), forestiller apostlene og Bileam med æslet. Nummerpladen er også lavet af Tróndur á Trøð.
I 1929 fik kirken et pibeorgel fra 1868, som købt brugt og renoveret. Det er vores ældste kirkeorgel, der stadig er i brug. kirkeskibet er en model af sluppen "Kittiwake". De er tre kirkeklokker i kirken, to små hvoraf den ene er en tidligere skibsklokke fra "Scotland" som gik på grund i 1904.  Den nyeste klokke er støbt i Holland hos De Smithske-Eijsbouts i 1974 og ophængt året efter.

## Kirkens historie
Den nuværende kirke er den første kirke, der har stået på dette sted. De andre før denne har stået nede ved Møl.Man fundet rester af ældre kirker beliggende længere nede mod havet. Den nuværende kirkes forgænger var tækket med halm og græstørv og havde jordgulv. Den blev bygget efter at den daværende præst kunne konstatere at "den var aldeles ubrugelig" efter en storm havde givet den en hård medfart. Man besluttede af rive resterne af den ned, inden vejret tog resterne af den. Der blev lavet nogle tegninger til en ny kirke af Christian Davidsen fra Sandur. Det var meningen at den skulle bygges af træ som det var skik i den periode, men Jacob Clementtsen (Jákup á Bakkanum) fra Húsavík tilbød at bygge den i tilhuggede basaltsten.